# العقد الفرید

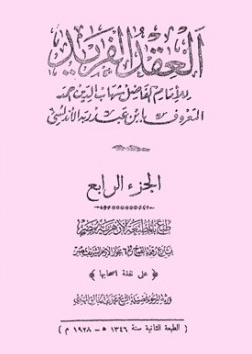
کتاب العِقد الفَرید

العِقد الفَرید (به معنی «گردن‌بند یگانه») نوشته ابن عبدربه، کتابی در تاریخ و اخبار و حکایات است و از نظر تاریخ اندلس حائز اهمیت است، زیرا مؤلف خود شاهد بسیاری از حوادثی بوده‌است که در کتاب ذکر شده‌است. و نیز از آنجا که بسیاری از منابع ابن عبد ربه از دست رفته این کتاب منبع منحصربه‌فرد برخی روایات تاریخی مانند اخبار مربوط به زیاد و حجاج بن یوسف و علویان است. جایگاه این کتاب به عنوان کتاب درسی ادب نیز قابل توجه است.
ابن عبد ربّه شخصیتی ضد شیعی است و شیعیان را رافضی میخواند. به آنان تهمت ها و بدگویی های زیادی دارد.
مجموعه‌های بزرگ ادب که پس از العقد الفرید پدید آمده‌اند، عموماً از این کتاب بهره فراوان برده‌اند. اما به موازات شهرت کم نظیر خود هموار، منتقدان سرسختی نیز داشته‌است. قلفاظ شاعر معاصر ابن عبد ربه نامگذاری کتاب را به العقد الفرید (سینه ریز بی‌مانند) مورد ریشخند قرار می‌داد و آن را حبل التّوم (رشته سیر) می‌نامید.
العقد الفرید به تقلید از عیون الاخبار تالیف ابن قتیبه نگارش یافته و مندرجات و ترتیب و عناوین ابواب آن آشکارا تحت تأثیر کتاب ابن قتیبه است. نگاهی به عناوین بخش‌های العقد الفرید می‌تواند برآوردی از محتوای ادبی آن به دست دهد و معلوم دارد که ابن عبد ربه در این اثر خویش به کدام یک از زمینه‌های ادب پرداخته و کدام یک را فرو گذاشته است.
فهرست برخی عناوین ابواب العقد که به نام گوهرهای گرانبها نامیده شده چنین‌اند: ۱- پادشاهی ۲- جنگ، ۳- بخشش‌ها و دهشها ۴- وفدها ۵- گفتگو با پادشاهان ۶- دانش و ادب ۷- ضرب‌المثل‌ها و...

## هدف نگارش
هدف مؤلف از نگارش این اثر، اساساً آن بوده‌است که مجموعه‌ای از معارف و آداب مشرق را در اختیار نسل جوان مغرب قرار دهد. اما علاوه بر این کتاب شامل بخشهایی مربوط به تاریخ اندلس و شاعران اندلسی نیز می‌باشد. ابن عبد ربه، العقد الفرید را در سالیان دراز تألیف کرده و پیوسته مطالب و مندرجات بخشهای تنظیم یافته و طراحی شد، آن را مورد افزایش و کاهش یا آرایش و پیرایش قرار می‌داده است. اما تدوین نهایی کتاب باید در سالهای آخر عمر وی صورت گرفته باشد.

## ویژگی‌ها
از ویژگی‌های این کتاب می‌توان به این ویژگی اشاره کرد که برخی از بخشهای آن با توجه به جامعیت و استقلال موضوع آنها، کتابهایی جداگانه به‌شمار می‌رود. از آن جمله است بخش نوزدهم که بحث مفصلی دربارهٔ عروض در بر دارد.
از آنجا که ابن عبد ربه، مانند ابن قتیبه، سر آن داشته‌است که کتابش از گزند کهنگی در امان بماند و عامه مردم کتاب خوان از آن بهره‌مند شوند و دارای چنان جاذبه‌ای باشد که در سفر و حضر آن را فرو نگذارند، سخت به ایجاز می‌پرداخته و گذشته از حذف اسناد روایات و حکایات، از تکرار موضوعات حتی اگر بی‌فایده هم نمی‌بوده دوری جسته و از سوی دیگر از آوردن داستانهای نکته‌آمیز، حتی شوخیهای زننده و تعبیرات مستهجن ابایی نداشته‌است.

## نسخه‌شناسی
1. نخستین چاپ العقد الفرید در جهان اسلام در بولاق در سال ۱۲۹۳ ق انجام پذیرفته‌است. این چاپ بارها همراه با تعلیقات محققان کشورهای مختلف اسلامی تجدید چاپ شده‌است.
2. در حاشیه کتاب زهر الآداب و ثمر الالباب تألیف حصری متوفی در قیروان به سال ۴۵۳ ق، نیز به طبع رسیده‌است.
3. در مصر بارها چاپ شده از جمله در سال ۱۳۰۲، ۱۳۰۵، ۱۳۱۴ و...
4. در سال ۱۹۴۰، توسط احمد امین و احمد الزین و ابراهیم الابیاری، در قاهره به چاپ رسید.